# Жорж Броссар
Жорж Бросса́р (фр. Georges Brossard; 11 лютого 1940 , Прерія, Квебек  — 26 червня 2019 , Сен-Матьє-де-Белуаd, Квебек ) — канадійський  ентомолог, засновник Монреальського інсектарію. 

## Життєпис
Хоч з раннього віку Броссар захоплювався комахами, до 38 років він працював нотаріусом. Потім він став подорожувати, і під час подорожей з глибоким інтересом вивчав комах, які йому траплялися. 1989 року, зібравши понад 250 000 екземплярів, він попросив тодішнього мера Монреаля Жана Доре відкрити інсектарій. Він та П'єр Бурк, що на той час був директором Монреальського ботанічного саду, взяли на себе керівництво Монреальським інсектарієм. Броссар заснував ще чотири інсектарії по всьому світові, деякі з них — у Шанхаю та Південній Африці. З часу відкриття Монреальського інсектарію його колекція, яку він поповнював під час подорожей, зросла до понад 500 000 екземплярів.
Броссар написав і зрежисував 20 епізодів документального серіалу «Щоденники комах» (фр. Mémoires d'insectes), був творцем і ведучим телесеріалу «Insectia» Також був співзасновником і співпрезидентом кінотеатру фр. Cinéma IMAX les Ailes.
2004 року режисер Леа Пул зняв художній фільм про Броссара під назвою «Блакитний метелик» (фр. Le Papillon Bleu) Фільм знято за мотивами подій у житті Броссара 1987 року. Працюючи в Фонді дитячих бажань Канади, Броссар вирушив до Південної Америки з хлопчиком, що мав рак останньої стадії. Хлопчик мріяв упіймати мітичного метелика роду морфо, і Броссар, сильно ризикуючи, допоміг відшукати його в величезних джунглях, а врешті — зловити. Після повернення у Квебек рак, який повільно вбивав дитину, дивом відступив.
Жорж Броссар помер 26 червня 2019 року в центрі паліативної допомоги Віктора-Гадбуа де Сен-Матьє-де-Белуа від раку легенів. Йому було 79 років.